# Den ungarske Statsopera
Den ungarske Statsopera (Magyar Állami Operaház og til 1918 Den Kongelige opera) ligger i Budapest og stod færdig i 1884. Operahuset er tegnet af arkitekten Miklós Ybl. Publikumsfoyeren og trappegangene er udsmykket med fresker af Bertalan Székely, Mór Than og Károly Lotz.
Gustav Mahler var direktør for operaen fra 1888 til 1891.
| Bygning eller seværdighed | Spire Denne artikel om en bygning, et bygningsværk eller en seværdighed er en spire som bør udbygges. Du er velkommen til at hjælpe Wikipedia ved at udvide den. |

- Wikimedia Commons har flere filer relateret til Den ungarske Statsopera

47°30′10″N 19°03′30″Ø / 47.5028°N 19.0583°Ø